# Empis labiata
Empis labiata är en tvåvingeart som beskrevs av Friedrich Hermann Loew 1861. Empis labiata ingår i släktet Empis och familjen dansflugor.
Artens utbredningsområde är District of Columbia. Inga underarter finns listade i Catalogue of Life.